# 个洛几错
个洛几错（藏語：ཀུར་རྐྱལ་མཚོ，威利转写：kur rkyal mtsho，THL：Kurkyel Tso，藏语拼音：Gurgyai Co），又譯古加错，是一个位于中国西藏自治区阿里地区普兰县霍尔乡西側的湖泊，面积约为3.71平方千米，属于青藏高原。它的一级流域为内流区诸河，二级流域为藏北内流区。